# Unidad de Gestión Operativa Mitre Sarmiento
Die Unidad de Gestión Operativa Mitre Sarmiento (UGOMS S.A.) (deutsch: „Eisenbahnbetriebseinheit Mitre Sarmiento“) war ein argentinisches Konsortialunternehmen, das Anfang der 2010er Jahre kurzzeitig den Vorortverkehr auf den Streckennetzen Sarmiento und Mitre betrieb. An der UGOMS sind die beiden privaten Verkehrsunternehmen Ferrovías und Metrovías sowie der argentinische Staat beteiligt. Während erstere das Fahrpersonal und die Wartung übernehmen, hat der Staat die Verwaltung und die Bezahlung übernommen.
Die beiden Streckennetze Mitre und Sarmiento wurden ursprünglich von dem privaten Unternehmen Trenes de Buenos Aires betrieben. Die argentinische Präsidentin Cristina Fernández de Kirchner entzog dem Unternehmen mit dem Dekret 793/2012 am 24. Mai 2012 die Konzession. Dies geschah vor allem aufgrund von Vertragsbrüchen, Fahrgastprotesten, dem Zustand des Verkehrs sowie Unfällen, insbesondere dem schweren Unfall am Bahnhof Once am 22. Februar 2012 mit 51 Toten und mehr als 700 Verletzten.
Das Unternehmen wurde daraufhin am 24. Mai 2012 als Aktiengesellschaft nach argentinischem Recht gegründet. Als Vorbild gilt die UGOFE, die in einem ähnlichen Fall ebenso nach einem Konzessionsentzug gegründet wurde. Ende 2013 endete der Bahnbetrieb durch UGOMS und Anfang 2014 wurde das Unternehmen aufgelöst.

## Betriebene Strecken
| Eisenbahnnetz   | Strecken |
| --------------- | --- |
| Línea Sarmiento | Once/Miserere–Moreno Once/Miserere–Castelar Merlo–Lobos Moreno–Mercedes Once–Mercedes Once–Moreno (Schnellzug)                                                             |
| Línea Mitre     | Retiro (Mitre)–Tigre Retiro (Mitre)–Bartolomé Mitre Retiro (Mitre)–José León Suárez Victoria–Capilla del Señor Villa Ballester–Zárate Retiro (Mitre)–Rosario (Fernverkehr) |